# Unutarnji monolog
Unutarnji monolog je književni postupak kojim pisac karakterizira lik njegovim vlastitim razmišljanjima, razgovor koji vodi sam sa sobom.
Dio skupine osnovnih postupaka modernističke asocijativno-monološke proze, koji teži prikazu struje svijesti ili psihograma lika.
Pripovjedačka je tehnika kojom narator svoju poziciju pripovjedača prepušta književnom djelu.

## Vanjske poveznice
- Hrčak[neaktivna poveznica] Ključne riječi u člancima: "unutarnji monolog"